# Lars Bluma
Lars Bluma (* 6. Mai 1969 in Witten) ist ein deutscher Technik-, Wissenschafts- und Bergbau-Historiker. Seit Mai 2018 ist er Leiter des Zentrums für Stadtgeschichte und Industriekultur Wuppertal (vormals: Historisches Zentrum Wuppertal).

## Leben
Nach seinem Studium der Geschichte, Germanistik und Philosophie an der Ruhr-Universität Bochum arbeitete er zunächst am dortigen Universitätsarchiv, bis er 1999 als wissenschaftlicher Mitarbeiter an den Lehrstuhl für Wirtschafts- und Technikgeschichte wechselte. Dort wurde er 2004 mit einer Arbeit über Norbert Wiener und die Entstehung der Kybernetik im Zweiten Weltkrieg promoviert. Von 2007 bis 2012 war er als wissenschaftlicher Mitarbeiter in den Drittmittelprojekten „Vergangenheit und Zukunft sozialer Sicherungssysteme am Beispiel der Bundesknappschaft und ihrer Nachfolger“ und „Der Körper des Bergmanns in der Industrialisierung: Biopolitik im Ruhrkohlenbergbau 1890–1980“ am Medizinhistorischen Institut der Ruhr-Universität beschäftigt. Ab 2012 leitete Bluma den Forschungsbereich Bergbaugeschichte am Deutschen Bergbau-Museum Bochum / Leibniz-Forschungsmuseum für Georessourcen.
Im Mai 2018 wurde er neuer Leiter des Historischen Zentrums Wuppertal (heute Zentrum für Stadtgeschichte und Industriekultur Wuppertal). Damit ist er für das  Museum Industriekultur Wuppertal (Museum für Frühindustrialisierung, Engels-Haus, Manuelskotten, Bandwebermuseum, Industriedenkmal Kalktrichterofen) und das Stadtarchiv Wuppertal verantwortlich.

## Mitgliedschaften
- Gesellschaft für Technikgeschichte (GTG)
- International Committee for the History of Technology (ICOHTEC)
- German Labor History Association
- Bergischer Geschichtsverein
- Netzwerk Industriekultur Bergisches Land

## Schriften (Auswahl)
- Norbert Wiener und die Entstehung der Kybernetik im Zweiten Weltkrieg. Eine historische Fallstudie zur Verbindung von Wissenschaft, Technik und Gesellschaft. Münster 2005. (Dissertation, Ruhr-Universität Bochum, 2004)
- (als Hrsg. gemeinsam mit Karl Pichol und Wolfhard Weber): Technikvermittlung und Technikpopularisierung. Historische und didaktische Perspektiven. Münster u. a. 2004.
- (als Hrsg. gemeinsam mit Karsten Uhl): Kontrollierte Arbeit, disziplinierte Körper? Zur Sozial- und Kulturgeschichte der Industriearbeit im 19. und 20. Jahrhundert. Bielefeld 2012.
- (als Hrsg. gemeinsam mit Judith Rainhorn): History of the Workplace. Environment and Health at Stake. In: European Review of History / Revue europeenne d'histoire, Vol. 20 (2013), Nr. 2 (Special Issue).
- The Hygienic Movement and German Mining 1890–1914. In: Lars Bluma, Judith Rainhorn (Hrsg.): A History of the Workplace. Environment and Health at Stake. New York / London 2014, S. 7–26. (Reprint of the special issue of European Review of History / Revue europeen d`histoire, Vol. 20 (2013), No. 2, S. 177–196.)
- L'ankylostomiase dans la Ruhr. Corps, environnement et réseaux sociaux dans l'industrie minière de l'Empire allemand. In: Judith Rainhorn (Hrsg.): Santé et travail à la mine, XIXe-XXIe siècle. Lille 2014, S. 35–57.
- Progress by Technology? The Utopian Linkage of Telegraphy and the World Fairs 1851–1880. In: M. Michaela Hampf, Simone Müller-Pohl (Hrsg.): Global Communication Electric. Business, News and Politics in the World of Telegraphy. Frankfurt am Main / New York 2013, S. 146–169.
- Die Objektivierung des bergmännischen Körpers. Praktiken der Sichtbarmachung im Kontext von Versicherungsrationalität und berufsspezifischen Krankheiten. In: Sybilla Nikolow (Hrsg.): Erkenne Dich selbst! Strategien der Sichtbarmachung des Körpers im 20. Jahrhundert. Bülau, Köln / Weimar / Wien 2015, S. 269–285.
- Moderne Bergbaugeschichte. In: Der Anschnitt, Zeitschrift für Montangeschichte, 69. Jahrgang 2017, Heft 3, S. 138–151.
- Hrsg.:  Friedrich Engels – Ein Gespenst geht um in Europa.Begleitband zur Engelsausstellung 2020 Remscheid 2020, ISBN 978-3-945763-90-2.